# Clubiona bukaea
Clubiona bukaea este o specie de păianjeni din genul Clubiona, familia Clubionidae. A fost descrisă pentru prima dată de Alberto Barrion și Litsinger, 1995.
Este endemică în Filipine. Conform Catalogue of Life specia Clubiona bukaea nu are subspecii cunoscute.